# Calendário egípcio

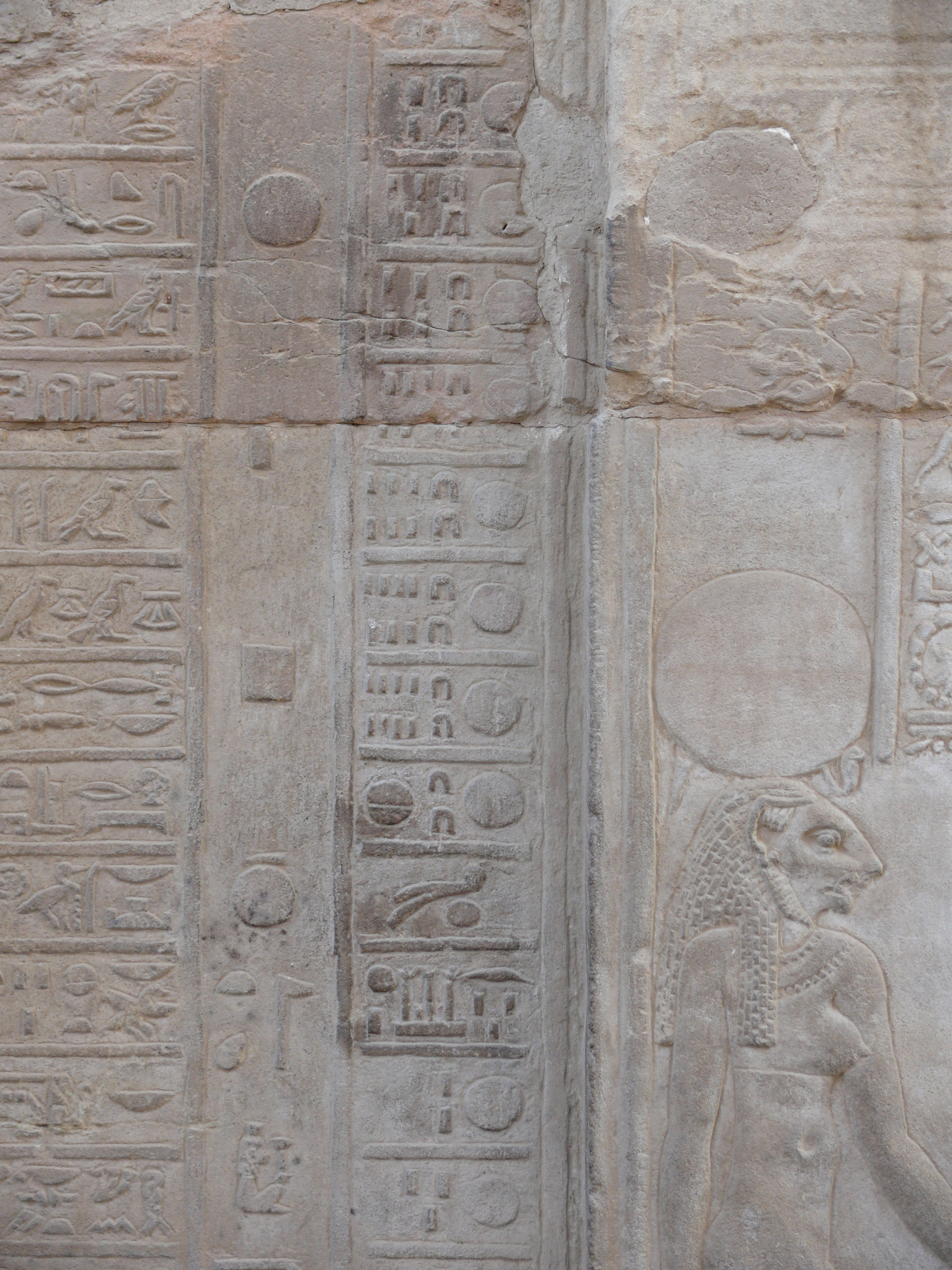
Detalhe do calendário egípcio no templo de Com Ombo.

O calendário egípcio é considerado um dos primeiros calendários conhecidos da história da humanidade e, está ligado com a sua ocupação nas margens do rio Nilo. Há cerca de 11 mil anos A.C., algumas plantas foram domesticadas na Ásia e a agricultura de pequena escala teve início no Egito em torno de 7000 a.C.Imagina-se que a razão dos egípcios criarem o calendário deva-se à necessidade de se preparar para a época de plantio nas imediações do rio Nilo, ou Aur ou Ar, que significa negro, numa alusão à terra negra trazida pelo rio no regime das cheias. Esta terra é bastante fértil e que serve como adubo natural ao solo.

## História
Na pré-história evidências mostram que o Homem de Neandertal já usava o Calendário lunar, baseado no Período sinódico da Lua e que dura 29,53059 dias. Uma destas evidências é o osso de Ishango. Uma análise detalhada foi feita por Singh. Outra evidência são as pinturas rupestres encontradas na caverna de Lascaux na França. Uma das razões para se acreditar nesta hipótese está relacionada com a própria palavra Mês, ou em inglês, "Month" e que está associado com a palavra Lua, em inglês "Moon". Inicialmente o ano lunar, para os egípcios era composto de 12 aparições da Lua, perfazendo 29,5x12=354 dias.
O regime de águas do Rio Nilo pode ser dividido em três partes: o período das cheias, o período de plantio e o período da colheita. Como elas são periódicas, ou seja, são cíclicas, estes ciclos levaram à criação do calendário egípcio. Cada um destes ciclos durava quatro meses.
Os egípcios perceberam que as cheias do rio Nilo coincidiam com o nascimento helieia da estrela Sirius, que fica na constelação do Cão Maior ou Canis Major. À medida que o Sol surgiu no horizonte o brilho da estrela era atenuada. Desta forma, os egípcios alteraram o calendário ajustando-o com este evento, sendo o primeiro dia do ano criando o calendário solar.
As evidências estão presentes no Papiro de Carlsberg I que é uma cópia do livro de Nut, deusa do céu, cujos desenhos estão presentes nos túmulos dos faraós Seti I e Ramessés IV. Este documento diz que, depois do desaparecimento por 70 dias de "Soped" no céu ocidental, ele reaparece ao lado do deus Quepri.
Segundo a mitologia, a estrela Sirius é chamada "Soped" que representa o deus Osíris, o símbolo da realeza, que representa a vegetação e a vida no Além. Assim sendo, o nascimento helíaco de Sirius repete-se ano após ano com a periodicidade próxima do ano trópico, ou seja, em data fixa durante 3000 anos. De acordo com este calendário, o ano era dividido em 12 meses de 30 dias acrescido de 5 dias especiais para homenagear os deuses Hórus, Seti, Ísis e Osíris.
Estas estações estão associadas com a época das inundações (Akhet), a época do plantio e cultivo dos grãos (Peret) e a época da colheita (Shemou). Cada estação tinha 12 décadas, agrupadas em meses com trinta dias. Motivados pela observação dos astros, eles perceberam que havia uma defasagem de 11 1/4 dias ao ano. Desta forma os egípcios acrescentaram mais 5 dias, considerados sagrados para homenagear os deuses, chamados heryou-renpet, ou seja, "os dias que estão para lá do ano" chamados pelos gregos de Epagómenes.
O calendário egípcio sofreu uma alteração substancial durante o governo de Ptolomeu III Evérgeta através do Decreto de Canopo em 238 a.C., e foi usado como base para a criação do calendário juliano. Sua reforma foi primeiramente rejeitada pelos sacerdotes locais, pois que apenas seria adotada de fato em 25 a.C., por decreto de Augusto, dando origem ao calendário copta.

## Nomes dos meses
Abaixo segue a nomenclatura empregada pelos egípcios, comparada com nomes do calendário copta.
| No.  | Nomes das Estações | Império Médio | Império Novo   | Grego      | copta     | Árabe Egípcio |
| ---- | ------------------ | ------------- | -------------- | ---------- | --------- | ------------- |
| I    | Primeiro de Akhet  | Tekh          | Dhwt           | Thoth      | Thout     | Tout          |
| II   | Segundo de Akhet   | Menhet        | Pa-n-ip.t      | Phaophi    | Paopi     | Baba          |
| III  | Terceiro de Akhet  | Hwt-hwr       | Hwt-hwr        | Athyr      | Hathor    | Hatour        |
| IV   | Quarto de Akhet    | Ka-hr-ka      | Ka-hr-ka       | Choiak     | Koiak     | Kiahk         |
| V    | Primeiro de Peret  | Sf-bdt        | Ta-'b          | Tybi       | Tobi      | Touba         |
| VI   | Segundo de Peret   | Rekh wer      | Mḫyr           | Mechir     | Meshir    | Amshir        |
| VII  | Terceiro de Peret  | Rekh neds     | Pa-n-amn-htp.w | Phamenoth  | Paremhat  | Baramhat      |
| VIII | Quarto de Peret    | Renwet        | Pa-n-rnn.t     | Pharmouthi | Paremoude | Baramouda     |
| IX   | Primeiro de Shemu  | Hnsw          | Pa-n-ḫns.w     | Pachon     | Pashons   | Bashans       |
| X    | Segundo de Shemu   | Hnt-htj       | Pa-n-in.t      | Payni      | Paoni     | Ba'ouna       |
| XI   | Terceiro de Shemu  | Ipt-hmt       | Ipip           | Epiphi     | Epip      | Abíb          |
| XII  | Quarto de Shemu    | Wep-renpet    | Msw-r'         | Mesore     | Mesori    | Mesra         |